# Baron Birdwood

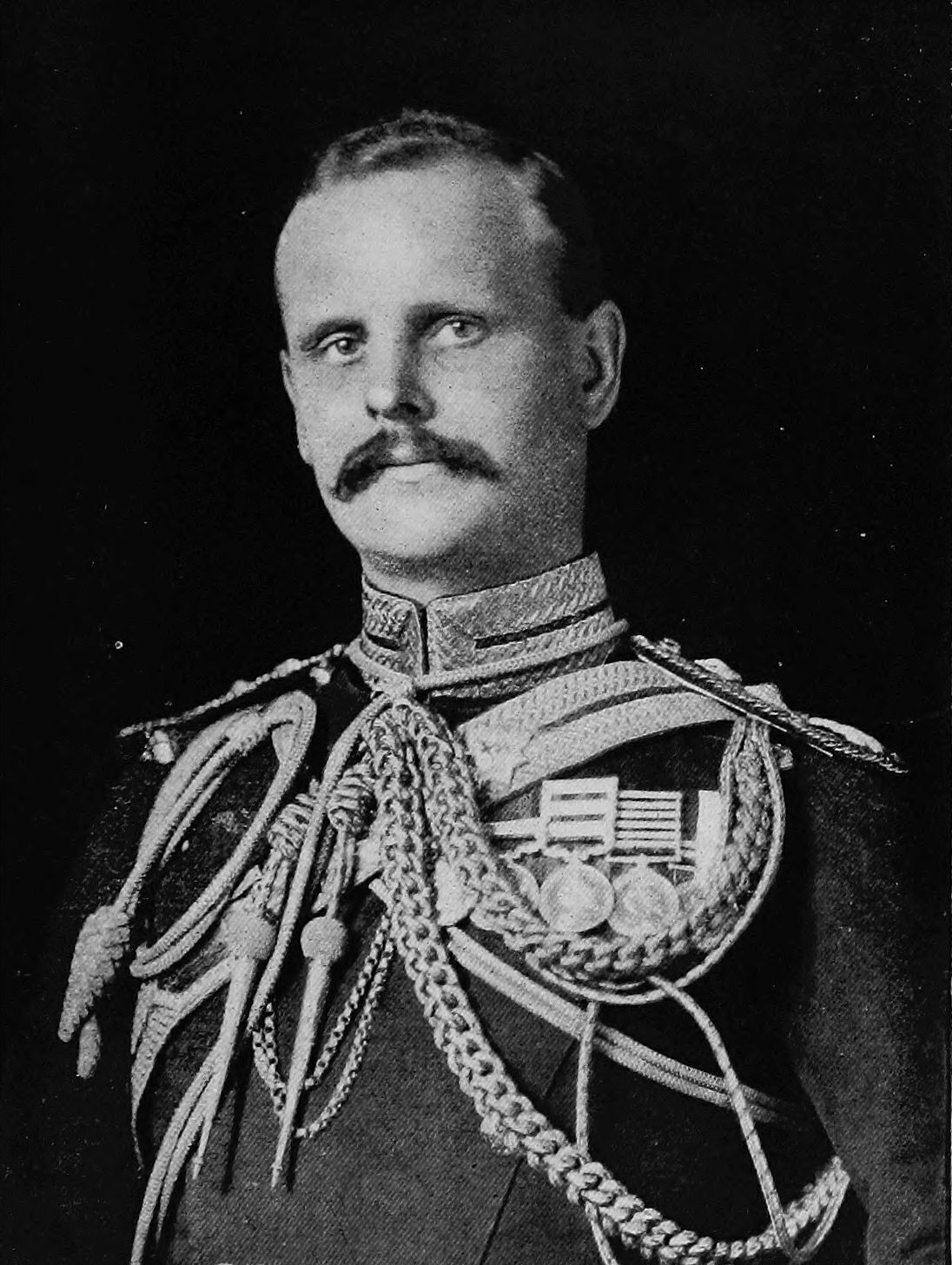
William Birdwood, 1. Baron Birdwood

Wappen der Barone Birdwood

Baron Birdwood, of Anzac and of Totnes in the County of Devon, war ein erblicher britischer Adelstitel in der Peerage of the United Kingdom.

## Geschichte des Titels
Der Titel wurde am 25. Januar 1938 für den britischen Feldmarschall Sir William Birdwood, 1. Baronet geschaffen. Dieser hatte im Ersten Weltkrieg die australischen Truppen in der Schlacht von Gallipoli (Australian and New Zealand Army Corps, ANZAC) und an der Westfront befehligt.
Er war bereits am 6. Oktober 1919 zum Baronet, of Anzac and Totnes, erhoben worden. Dieser Titel gehörte zur Baronetage of the United Kingdom wurde neben der Würde des Barons geführt.
Mit dem Tod seines Enkels, des 3. Baron Birdwood, am 11. Juli 2015 erloschen beide Titel.

## Liste der Barone Birdwood (1938)
- William Riddell Birdwood, 1. Baron Birdwood (1865–1951)
- Christopher Bromhead Birdwood, 2. Baron Birdwood (1899–1962)
- Mark William Ogilvie Birdwood, 3. Baron Birdwood (1938–2015)